# النووو (استان بلاگووگراد)
النووو (به بلغاری: Elenovo) یک منطقهٔ مسکونی در بلغارستان است که در شهرستان بلاگووگراد واقع شده‌است. النووو ۳٬۸۷۸ کیلومتر مربع مساحت و ۱۶۵ نفر جمعیت دارد و ۵۶۱ متر بالاتر از سطح دریا واقع شده‌است.